# Agrypon santanai
Agrypon santanai är en stekelart som beskrevs av Ian D. Gauld och Bradshaw 1997. Agrypon santanai ingår i släktet Agrypon och familjen brokparasitsteklar. Inga underarter finns listade i Catalogue of Life.